# ラウールの法則
ラウールの法則（ラウールのほうそく、英: Raoult's law）とは、「混合溶液の各成分の蒸気圧はそれぞれの純液体の蒸気圧と混合溶液中のモル分率の積で表される」という法則である。不揮発性の溶質を溶媒に溶かすと溶液の蒸気圧が下がる蒸気圧降下（じょうきあつこうか、vapor pressure depression）の現象について成り立ち、これは束一的性質のひとつである。その名はフランソワ＝マリー＝ラウールにちなむ。

## 詳細
ラウールの法則は十分に希薄な溶液について成り立つ。任意のモル分率においてラウールの法則が成立する溶液を理想溶液という。理想溶液では各成分は互いに異なる分子間力を及ぼさない。理想溶液に比較的近い溶液としては、しばしばベンゼンとトルエンの混合溶液があげられる。一般には分子構造の似た物質どうしの混合液が理想溶液に近いとされる。
ラウールの法則が成り立つとき、蒸気圧降下は気液平衡に達すると溶質の種類にかかわらず、モル分率と蒸気圧に比例する。すなわち成分i の蒸気圧Pi は
{\displaystyle P_{i}=P_{i}^{*}\chi _{i}}
と表される。ここで、Pi* は成分iの純液体での蒸気圧、χi はモル分率である。
全蒸気圧PTotal は、各成分の蒸気圧の和である：
{\displaystyle P_{\mathrm {Total} }=\sum _{i}P_{i}=\sum _{i}P_{i}^{*}\chi _{i}}
溶質の蒸気圧が溶媒よりも低い場合、溶液の全蒸気圧は純溶媒に比べると下がる。この現象を蒸気圧降下と言い、溶質が不揮発性である場合に著しい。
蒸気圧降下にともない、溶液の沸点は上昇する(後述)。

## ラウールの法則と沸点上昇
ラウールの法則によると、溶液の蒸気圧p は純粋な溶媒蒸気圧p0 、溶媒および不揮発性溶質のモル分率をそれぞれ、χ0、 χ1 とすると、
{\displaystyle {\frac {p_{0}-p}{p_{0}}}=1-\chi _{0}=\chi _{1}}
となる。ここで、{\displaystyle \Delta p=p_{0}-p}は蒸気圧降下である。溶媒および不揮発性溶質の物質量をそれぞれ、n0、n1とすると、希薄溶液では
n0 >> n1と見なしてよいから、
{\displaystyle \chi _{1}={\frac {n_{1}}{n_{0}+n_{1}}}\cong {\frac {n_{1}}{n_{0}}}}
溶媒の質量W0 [kg]、モル質量をM0 [g/mol]とおくと(※電解質溶液においてはファントホッフの因子を導入して補正)、
{\displaystyle \chi _{1}={\frac {n_{1}}{n_{0}}}={\frac {n_{1}M_{0}}{1000W_{0}}}}
したがって、{\displaystyle {\frac {n_{1}}{W_{0}}}}を質量モル濃度m、{\displaystyle {\frac {M_{0}p_{0}}{1000}}}を溶媒固有の定数kとおくと、蒸気圧降下は質量モル濃度に比例することがわかる。
{\displaystyle \Delta p={\frac {n_{1}}{n_{0}}}{p_{0}}={\frac {n_{1}M_{0}}{1000W_{0}}}{p_{0}}=km}
希薄溶液で沸点近くの狭い温度範囲を考えれば、水と溶液の蒸気圧曲線は近似的に曲線の傾きが等しい、または平行な直線と見なせるので、
{\displaystyle \Delta p\varpropto \Delta T}
という関係がある。ただし、{\displaystyle \Delta T}は沸点上昇を表す。